# Truyền thuyết đô thị Nhật Bản
Truyền thuyết đô thị Nhật Bản (日本の都市伝説 Nihon no toshi densetsu) là những câu chuyện được lưu truyền trong dân gian Nhật Bản và được cho là có thật, dù chưa có bằng chứng xác thực. Những truyền thuyết đô thị này thường liên quan đến các thực thể hay những sinh vật huyền bí đã gặp hoặc tấn công con người nhưng thuật ngữ này cũng bao gồm những tin đồn phi siêu nhiên phổ biến trong văn hóa đại chúng. Truyền thuyết đô thị trước đây hiếm khi liên quan đến các yêu quái mà thay vào đó là Nhật ma, thường được biết đến với tên gọi chính thức là yūrei. Truyền thuyết đô thị Nhật Bản hiện đại thường lấy bối cảnh ở các trường học hay các thành phố trong đó một số câu chuyện mang tính cảnh báo.

## Truyền thuyết tự nhiên

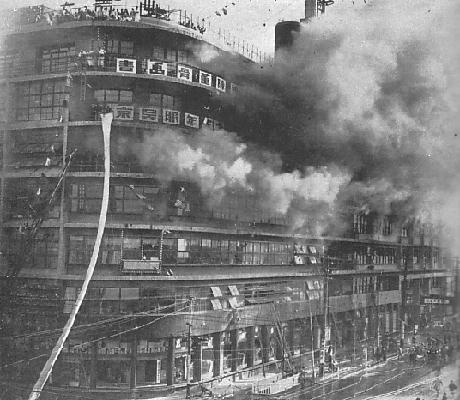
Vụ cháy Cửa hàng bách hóa Shirokiya năm 1932.

### Vụ hỏa hoạn cửa hàng bách hóa Shirokiya năm 1932
Vào ngày 16 tháng 12 năm 1932 tại Tokyo, Nhật Bản đã xảy ra một vụ hỏa hoạn tại cửa hàng bách hóa Shirokiya khiến 14 người không may tử vong. Trong lúc ngọn lửa bùng phát, những nhân viên nữ của cửa hàng bách hóa đang mặc trên mình bộ Kimono đã phải tháo chạy lên tầng thượng của tòa nhà 8 tầng. Một tin đồn sau đó đã lan rộng cho rằng một số nhân viên nữ của cửa hàng này đã từ chối nhảy xuống lưới an toàn của những lính cứu hỏa dưới mặt đất. Theo truyền thống Nhật Bản, hầu như phụ nữ đều không mặc quần lót khi đang mặc kimono trên người và họ sợ rằng khi nhảy xuống thì tà áo sẽ bị tốc lên khiến họ bị lộ phần bên trong nên họ đã không nhảy xuống và dẫn đến việc những người phụ nữ này đã tử vong ngay sau đó. Tin tức này đã thu hút sự chú ý từ các nước xa xôi như châu Âu. Người ta cho rằng sau vụ hỏa hoạn kia, ban quản lý cửa hàng đã yêu cầu những nhân viên của cửa hàng mặc quần lót cùng với kimono và xu hướng đó giờ đây dần trở nên phổ biến trên toàn Nhật Bản.
Trái ngược với suy nghĩ này, Inoue Shoichi, giáo sư về phong tục và kiến trúc tại Trung tâm Nghiên cứu Quốc tế về Nghiên cứu Nhật Bản cho rằng hầu hết những người trong vụ hỏa hoạn đều đã được cứu bởi lính cứu hỏa và theo ông câu chuyện về những người phụ nữ kia là bịa đặt. Tuy nhiên, câu chuyện này phổ biến trong rất nhiều các tập sách tham khảo trong đó có một cuốn sách do chính Cơ quan phòng cháy chữa cháy của Nhật Bản phát hành. Mặt khác, người ta cũng cho rằng vụ cháy của hàng bách hóa này là chất xúc tác cho việc thay đổi trang phục truyền thống của Nhật Bản với việc mặc quần lót theo kiểu phương Tây mặc dù không có bằng chứng hay nghiên cứu nào chỉ ra điều này là đúng hay sai.

### Bộ đếm giờ của Sony
Đã có một tin đồn lưu truyền rằng tập đoàn Sony đã cài trong các thiết bị điện tử của mình một bộ đếm giờ khiến chúng nhanh chóng hỏng hóc sau khi hết hạn bảo hành, việc này được nhiều người biết đến như là một "hình thức lỗi thời bất hợp pháp".
Một thuật ngữ được gọi là "Sony Timer" được lưu truyền trên mạng ý nói đến thiết bị mà Sony đã cài vào trong máy khách hàng. Tại cuộc họp hội đồng cổ đông thường niên năm 2007, ông Chubachi Ryoji, chủ tịch khi đó của Sony đã chia sẻ rằng ông biết đến câu chuyện được lưu truyền này. Tính đến nay, câu chuyện về máy đếm giờ và hình thức lỗi thời bất hợp pháp này của Sony chưa bao giờ được xác nhận.

### Sản xuất tại Hoa Kỳ
Vào những năm 1960, khi nền kinh tế Nhật Bản đang lâm vào tình trạng khó khăn sau chiến tranh thế giới thứ hai do là nước bại trận. Có tin đồn cho rằng chính phủ Nhật lúc đó đã đổi tên một thành phố thành "Usa" để khi xuất khẩu hàng hóa, các sản phẩm sẽ ghi trên nhãn mác là "MADE IN USA, JAPAN" để tạo ra một hiểu lầm rằng sản phẩm này đang được sản xuất tại Mỹ. Tuy nhiên, điều này được cho là không chính xác do thành phố Usa, tỉnh Ōita, Nhật Bản đã có tên gọi như vậy trước cả khi chiến tranh thế giới thứ hai nổ ra vì khu vực này đã gắn liền với đền Usa từ thế kỷ thứ 8 cũng như các sản phẩm khi xuất khẩu phải được dán nhãn theo tên quốc gia chứ không phải theo tên thành phố. Một số người cho rằng cách ghi như vậy có thể chống lại sự kỳ thị rằng các sản phẩm sản xuất bởi Nhật vào thời điểm đó là kém chất lượng.

## Truyền thuyết siêu nhiên

### Akai heya("Lời nguyền căn phòng đỏ")
Akai heya (赤い部屋) là một truyền thuyết đô thị được lan truyền từ thuở sơ khai của internet tại Nhật Bản. Truyền thuyết này kể rằng nếu ai đó nhìn thấy một quảng cáo màu đỏ được bật lên (quảng cáo pop-up) thì đó chính là dự báo cho cái chết của họ. Có nhiều dị bản của truyền thuyết Akai heya trong đó những truyền thuyết phổ biến nhất kể rằng trong khi duyệt web, nạn nhân sẽ nhận được một dòng chữ màu đen trên nền đỏ có nội dung "Bạn có thích?" (あ な た は 〜 好 き で す か?). Nếu nạn nhân cô gắng đóng nó, một cửa sổ khác sẽ xuất hiện nhưng lần này là dòng chữ "Bạn có thích căn phòng màu đỏ không?" (あ な た は 赤 い 部屋 が 好 き で す か?). Sau đó, màn hình sẽ chuyển hoàn toàn sang màu đỏ hiển thị một loạt cái tên và nạn nhân sẽ cảm giác được sự hiện diện bí ẩn của thứ gì đó sau lưng trước khi bất tỉnh và chết trong căn nhà với bức tường của căn phòng nhuốm máu đỏ.
Truyền thuyết này trở nên nổi tiếng sau vụ án mạng Sasebo, một nữ sinh 11 tuổi (được truyền thông gọi là "cô gái A") đã sát hại một bạn cùng lớp 12 tuổi. "Cô gái A" được cho là người hâm mộ loạt phim hoạt hình "Lời nguyền căn phòng đỏ", thứ được coi là nguồn gốc của truyền thuyết đô thị này.

### Quảng cáo Kleenex
Vào những năm 1980, Kleenex đã phát hành ba quảng cáo dành cho thị trường Nhật Bản cho mặt hàng khăn giấy của họ. Đoạn quảng cáo có sự góp mặt của diễn viên Matsuzaka Keiko thủ vai một người phụ nữ mặc váy trắng và một đứa trẻ mặc đồ yêu tinh Nhật Bản ngồi trên đống rơm. Ca khúc nền cho đoạn quảng cáo của Kleenex là bài hát mang tên "Đó là một ngày đẹp trời" của Edward Barton và Jane. Sau khi đoạn quảng cáo này được phát sóng, nhiều đơn thư đã được gửi đến các đài truyền hình và trụ sở của công ty Kleenex. Những khán giả đã xem đoạn quảng cáo cho rằng nó "không đáng tin cậy", một số người khác nhận ra bài hát được sử dụng làm nhạc nền của đoạn quảng cáo nghe tựa như một lời nguyền của Đức mặc dù lời của ca khúc hoàn toàn bằng tiếng Anh. Không lâu sau khi đoạn quảng cáo này được phát sóng, đã có tin đồn về cái chết của những diễn viên và ekip thực hiện đoạn quảng cáo này trong đó, diễn viên chính của đoạn quảng cáo, Matsuzaka Keiko, được đồn rằng cô đã qua đời, bị tâm thần hoặc mang thai một đứa bé quỷ.

### Hanako-san
Hanako-san hay Toire no Hanako-san (トイレのはなこさん) là truyền thuyết đô thị kể về linh hồn của một cô gái trẻ có tên Hanako, người luôn ám ảnh phòng tắm trường học. Toire no Hanako-san có nhiều dị bản trong đó có một dị bản nói về Hanako-san là một hồn ma của một cô gái đã tự sát trong một cuộc không kích của địch trong Thế chiến thứ hai. Cô được cho là đã tự sát do thường xuyên bị bắt nạt và ghét bỏ bởi các học sinh và một số người khác. Nơi cô đã kết thúc cuộc đời mình tại nhà vệ sinh trường. Tin đồn về Hanako-san đã trở nên phổ biến và được nhiều người chú ý ở các trường tiểu học trên khắp Nhật Bản, nơi mà trẻ em thách thức các bạn học của mình triệu hồi Hanako-san.

### Lời nguyền công viên Inokashira
Trong công viên Inokashira thuộc tỉnh Tokyo, Nhật Bản có một đền thờ thần Benzaiten và một hồ nước có tên Inokashira Pond, nơi du khách có thể thuê thuyền chèo. Có một truyền thuyết kể rằng nếu có cặp đôi cùng nhau đi trên con thuyền thì mối quan hệ giữa họ sẽ sớm kết thúc. Trong một dị bản khác của truyền thuyết, những cặp đôi hạnh phúc khi đi trên con thuyền sẽ bị nguyền rủa bởi thần Benzaiten và cặp đôi đó sẽ sớm chia tay.

### Kokkuri
Kokkuri (こっくり, 狐狗狸) hay Kokkuri-san (こっくりさん) là trò chơi Nhật Bản phổ biến trong thời Minh Trị. Cách thức trò chơi này tương tự như cách chơi cầu cơ. Người chơi khi chơi Kokkuri sẽ viết các kí tự trong bảng chữ cái Hiragana và đặt tay họ lên đồng xu trước khi hỏi Kokkuri-san một điều gì đó. Đây là một trò chơi tương đối phổ biến ở các trường trung học Nhật Bản.
Truyền thuyết đô thị của trò chơi kể rằng Kokkuri-san chỉ cho người chơi biết trước ngày mất của họ nhưng một số người khác lại nói rằng bạn có thể hỏi Kokkuri-san bất cứ điều gì nhưng khi kết thúc người chơi phải tạm biệt Kokkuri-san trước khi rời bàn hoặc loại bỏ các đồ dùng liên quan đến trò chơi này trong một khoảng thời gian nhất định. Một số cách loại bỏ có thể được nêu ra như tiêu hết số tiền xu mà người chơi đã sử dụng trong trò chơi hoặc với bút lông thì dùng hết mực trong bút để viết chữ Hiragana.

### Aka Manto("Áo choàng đỏ")
Aka Manto (赤マント) được miêu tả là một linh hồn nam với chiếc áo choàng đỏ và mặt nạ che kín mặt. Người ta kể rằng Aka Manto thường ám các phòng tắm công cộng hay các phòng tắm trong trường học trong đó hầu hết là gian cuối của phòng tắm nữ cuối cùng. Theo truyền thuyết, những người sử dụng toilet trong buồng tắm sẽ được Aka Manto yêu cầu chọn giữa giấy đỏ hoặc giấy xanh (đôi lúc, các tùy chọn có thể là áo choàng màu đỏ hoặc xanh thay vì giấy). Nếu người được đưa ra yêu cầu chọn màu đỏ thì sẽ dẫn đến lột da hay những đường rách nghiêm trọng và nếu chọn màu xanh thì sẽ bị bóp cổ hoặc tất cả máu trong nạn nhân sẽ bị rút ra khỏi cơ thể của họ. Nếu người được yêu cầu lựa chọn cố tình lựa chọn một màu khác không nằm trong hai màu trên thì sẽ bị kéo xuống âm phủ hoặc địa ngục. Trong một số trường hợp, chọn màu vàng sẽ khiến họ bị đẩy vào nhà vệ sinh. Có một phương pháp để có thể sống sót được nhiều người nhắc tới đó là bỏ qua yêu cầu của linh hồn nam hoặc chạy thật nhanh ra khỏi phòng tắm. Nếu kết hợp cả hai phương pháp như đã nêu trên thì khả năng cao người đó có thể sống sót.

### Lời nguyền của Colonel Sanders
Lời nguyền của Colonel Sanders (カーネルサンダースの呪い Kāneru Sandāsu no Noroi) được cho là do đội bóng chày Hanshin Tigers tạo nên và cũng là lý do giải thích cho thành tích tệ hại của họ trong suốt Giải vô địch Nhật Bản nhiều năm sau đó. Vào năm 1985, những người hâm mộ của đội bóng đã ăn mừng chiến thắng đầu tiên và duy nhất của đội họ trong loạt trận đấu. Sự phấn khích của những cổ động viên đã dẫn đến việc bức tượng Harland Sanders, người sáng lập và là linh vật của chuỗi cửa hàng đồ ăn nhanh nổi tiếng KFC, bị ném xuống sông Dōtonbori. Trong nhiều năm sau đó, đội bóng chày Hanshin Tigers đã không thể dành được chức vô địch thêm bất cứ lần nào và người hâm mộ của đội bóng tin rằng mọi thứ sẽ không như vậy nữa nếu bức tượng Harland Sanders đó được phục hồi. Truyền thuyết đô thị này được cho là có bản chất tương tự với một lời nguyền khác trong thể thao mang tên "Lời nguyền của Bambino".

### Gozu("Đầu bò")
Gozu (牛頭) là truyền thuyết đô thị Nhật Bản kể về câu chuyện hư cấu có tên "đầu bò". Truyền thuyết này được mô tả rằng nó đem đến cho người đọc chúng một cảm giác ám ảnh đến kinh hoàng, sợ hãi và run rẩy dữ dội trong nhiều ngày trước khi chết. Câu chuyện đầu đủ của truyền thuyết này được chia làm nhiều phần và khi đọc riêng lẻ sẽ không gây chết người nhưng vẫn mang lại một nỗi đau sâu thẳm cho người đã đọc hoặc nghe câu chuyện.
Gozu được nhiều người đồn đại và tin rằng nó là một tác phẩm chưa được xuất bản của nhà văn người Nhật, Komatsu Sakyo, tuy nhiên không có một bằng chứng xác đáng nào được đưa ra để chứng minh cho giả thuyết trên. Có một câu chuyện của Ukraina mang tên "Cow's Head" kể về một người phụ nữ đã nhận được may mắn sau khi cho một con bò ăn và ở lại vào một buổi đêm. Trong một câu chuyện khác, ông Shorai Somin, một người nghèo nhưng mang trong mình tấm lòng nhân ái đã nhận được may mắn khi cứu một khách du lịch Gozu Tennō (牛頭天王), người đang tìm kiếm một chỗ nghỉ qua đêm.

### Jinmenken("Chó mặt người")
Jinmenken (人面犬) là những con chó có khuôn mặt người được cho là sẽ xuất hiện vào ban đêm ở các khu đô thị tại Nhật Bản. Chúng được miêu tả rằng có thể chạy ở trên đường với tốc độ cực cao đến mức vượt qua cả những chiếc ôtô rồi sau đó quay đầu lại nhìn người lái xe bằng khuôn mặt người của mình. Trong một số câu chuyện với hầu hết được trình bày dưới dạng hài kịch thì bất kì ai cũng có thể gặp những Jinmenken đang lục thùng rác và chúng sẽ chúng ngước lên nhìn rồi nói điều gì đó tựa như  (人面犬 Để tôi yên). Lời giải thích hợp lý nhất cho sự tồn tại những Jinmenken là những thí nghiệm di truyền hay hồn ma của một người bị ôtô đâm khi đang dắt chó đi dạo.
Khái niệm về những chú chó có khuôn mặt người bắt nguồn từ sớm nhất là vào những năm 1810 khi một "chú chó mặt người" được cho là đã được trưng bày tại một misemono và dần phổ biến hơn trong giới những người lướt sóng trước khi lan rộng thành một khái niệm hiện đại vào đầu năm 1989. Những Jinmenken vẫn thường xuất hiện trên nhiều các phương tiện truyền thông khác nhau. Một con chó có khuôn mặt người đã xuất hiện trong bộ phim Mỹ ra mắt năm 1978 Invasion of the Body Snatchers, hay trong loạt anime và trò chơi điện tử Yo-kai Watch.

### Kunekune("Cơ thể uốn éo")
Kunekune (くねくね) là một truyền thuyết đô thị liên quan đến những vật thể được nhìn thấy trên những cánh đồng lúa hoặc lúa mạch vào những ngày trời nóng nực. Kunekune được  những người nhìn thấy mô tả nó tựa như một dải giấy hay một mảnh vải dài mảnh mai màu trắng đang lắc lư như thể hòa mình vào gió. Theo truyền thuyết, bất cứ ai cố gắng nhìn nó sẽ trở nên điên dại và nếu một người nào đó cố tình chạm vào chúng thì sẽ chết. Nhiều người cho rằng truyền thuyết này có thể được dựa trên những câu chuyện ma địa phương về những bù nhìn ở cánh đồng lúa trong bầu trời đêm và chúng trở nên sống động khi ai đó bắt gặp nó quá nhiều lần. Các cuộc đối mặt của con người với Kunekune có thể chỉ là cách hiểu sai về một bù nhìn đang lắc lư nhẹ trong gió hay các cống bấc được sử dụng để thoát nước từ bên trong mặt đất để củng cố nền đất yếu.

### Kuchisake-onna("Người phụ nữ bị rạch miệng")
Kuchisake-onna (口裂け女) là truyền thuyết đô thị kể về một người phụ nữ có miệng bị cắt. Cô là onryō, một linh thần báo thù và cô đã che một phần khuôn mặt của mình bằng mặt nạ hoặc vật dụng khác và mang theo một số vật sắc nhọn. Truyền thuyết phổ biến nhất về Kuchisake-onna kể rằng cô ấy sẽ hỏi những nạn nhân rằng họ có nghĩ rằng cô hấp dẫn không. Nếu nạn nhân trả lời là "không" hoặc hét lên, cô sẽ giết họ bằng vũ khí của mình và nếu nạn nhân nói "có", cô ấy sẽ cắt khóe miệng họ đến tai sao cho giống sự biến dạng của mình. Nếu người được Kuchisake-onna hỏi may mắn chạy thoát được, họ cũng sẽ sớm bị giết bởi cô ấy. Để có thể sống sót nếu không may gặp Kuchisake-onna, người ta cho rằng có thể thoát khỏi cô bằng cách khiến cô bối rối hoặc nói rằng cô có ngoại hình "trung bình", đánh lạc hướng cô bằng "kẹo cứng" (giống bekko ame của Nhật Bản) hay nói từ "pomade" ba lần. Một số nguồn tin cho rằng cô bị rạch miệng vì lừa dối người chồng Samurai của mình và chính chồng là người đã cắt miệng cô ấy trước khi cô tự sát không lâu sau đó.

### Teke Teke
Teke Teke (テケテケ) là một truyền thuyết đô thị kể về có một cô gái trẻ hoặc nữ sinh đã không may ngã trên đường ray tàu hỏa rồi bị một đoàn tàu chạy cán qua người. Cô là một onryō và cô thường xuyên ẩn nấp ở các khu đô thị và ga xe lửa vào ban đêm để tìm những nạn nhân tiềm năng. Nếu gặp một nạn nhân như vậy, cô ấy sẽ đuổi theo và cắt đôi họ bằng lưỡi hái hoặc bằng một vũ khí nào đó.
Theo một số dị bản của truyền thuyết Teke Teke, linh hồn được xác định là Reiko Kashima, người được cho là đã không may qua đời sau khi một đoàn tàu cán qua chân lìa khỏi cơ thể. Theo đó, hồn ma không chân của cô lảng vảng trong những nhà tắm và hỏi những người trong đó có biết chân cô ấy ở đâu không. Nếu một người được cô hỏi  trả lời mà câu trả lời đó không đủ sức thuyết phục cô hay khiến cô chấp nhận thì người đó sẽ bị cô xé hoặc cắt đi đôi chân của mình. Một người có thể thoát khỏi Kashima bằng cách bảo chân cô đang ở trên đường cao tốc Meishin hoặc đáp lại cô ấy bằng cụm từ "kamen shinin ma" có nghĩa "mặt nạ quỷ chết".